# آتكينز
آتكينز (بالإنجليزية:ATKINS) هي شركة بريطانية متعددة الجنسيات (حالياً جزء من مجموعة أس أن سي-لافالين) للتصميم والتخطيط والتصميم المعماري وإدارة المشاريع والخدمات الاستشارية، يقع مقرها الرئيسي في لندن، تم تأسيسها من قبل السير ويليام آتكينز.
في 2016 كانت الشركة أكبر شركة استشارات هندسية في المملكة المتحدة والحادية عشر عالميا في مجال التصميم. توظف الشركة 18,000 موظف موزعين على 300 مكتب موجودين في 28 دولة، وتباشر مشاريعها في أكثر من 150 دولة. شعار الشركة هو "خطط، صمم، مكن"
وهي الشركة اللتي قامت بالأعمال الهندسية لمحطة بيركلي للطاقة النووية.